# Frontières (film, 2023)
Pour les articles homonymes, voir Frontière (homonymie).
Pour plus de détails, voir Fiche technique et Distribution.
Frontières est un film québécois réalisé par Guy Édoin sorti en 2023,,,.
Diane Messier (Pascale Bussière) à la suite d'un accident tragique, se sent menacée. Sa mère (Micheline Lanctôt) revient de Floride pour la réconforter et tenter de réunir le clan familial affecté par ces événements,.
La distribution de ce quatrième long métrage de fiction de Guy Édoin, produit par Félize Frappier pour Max Films Média, rassemble Pascale Bussières, Mégane Proulx, Christine Beaulieu, Marilyn Castonguay, Micheline Lanctôt, Patrice Godin, Marie-France Marcotte, Marie-Madeleine Sarr ainsi que Béatrice Picard ,,.

## Synopsis
Près de la frontière américaine, Diane Messier (Pascale Bussières) vit sur une ferme dans les Cantons-de-l’est avec sa fille Sarah et ses deux sœurs, Carmen (Christine Beaulieu) et Julie (Marilyn Castonguay). À la suite d'un accident familial tragique, Diane se sent constamment menacée et va même jusqu’à croire que sa maison est hantée. Inquiétée par les agissements de sa fille, Angèle (Micheline Lanctôt) revient de Floride lui porter réconfort et tenter de réunir le clan familial.

## Fiche technique
- Titre original : Frontières
- Réalisateur : Guy Édoin
- Scénario : Guy Édoin
- Musique : Olivier Alary, Johannes Malfatti
- Direction artistique: Marie-Pier Fortier
- Costumes : Patricia McNeil
- Maquillage : Djina Caron
- Coiffure : Line Lévesque
- Photographie : Nicolas Canniccioni
- Son : Yann Cleary, Sylvain Bellemare, Francis Gauthier, Bernard Gariépy Strobl
- Montage : Richard Comeau
- Production : Félize Frappier
- Société de production : Max Films Média (devenu Azimut Films)
- Société de distribution : Sphère Films (Canada)
- Pays de production :  Canada
- Langue originale : français
- Format : couleur
- Genre : drame
- Durée : 95 minutes
- Dates de sortie :
  - Canada : 27 février 2023, première mondiale au cinéma Impérial de Montréal lors des 41es Rendez-vous Québec Cinéma[10],[11]
  - Canada : 3 mars 2023 (sortie en salle au Québec)
  - Suisse : 1er juillet 2023, Festival international du film fantastique de Neuchâtel

## Distribution
- Pascale Bussières : Diane Messier
- Mégane Proulx : Sarah Messier, fille de Diane
- Micheline Lanctôt : Angèle Messier
- Christine Beaulieu : Carmen Messier
- Marilyn Castonguay : Julie Messier
- Béatrice Picard : Helena Messier
- Marie-France Marcotte : Valérie
- Patrice Godin : Pierre Larocque
- Marie-Madeleine Sarr : Caroline Bacon
- Blaise Tardif : le notaire Bertrand
- Sylvain Massé : Robert
- Maxime de Cotret : Patrice
- Sarianne Cormier : directrice d'école
- Denis Larocque : monsieur Tremblay
- Lorne Brass : inconnu dans la nuit
- Claire Jacques : propriétaire du magasin général
- Alex Bisping : chasseur #1
- Sharon Ibgui : collègue #1
- Eve Gadouas : collègue #2
- Anne-Renée Duhaime : collègue #3
- Thérèse Morange : bénévole
- Jean-Raymond Châles : Marcel
- Chimwemwe Miller : curé

## Production
C’est la quatrième fois que le réalisateur place son décor chez lui sur la propriété de sa famille dans la municipalité de Saint-Armand, non loin de la frontière américaine. Lancé le 18 octobre 2021, le tournage a pris fin le 26 novembre après 28 jours,.
En juillet 2021, Téléfilm Canada et la Société de développement des entreprises culturelles (SODEC) en décembre 2020, annoncent leurs participations financières dans la réalisation de ce long métrage,.
Il est produit par Félize Frappier de Max Films Média et distribué au Canada par Sphère Films.

## Prix
2023: Prix meilleure actrice à Pascale Buissières, Newport Beach Film Festival en Californie.
2023: Prix meilleure réalisation à Guy Édoin, Newport Beach Film Festival en Californie.
2023: Prix du meilleur long métrage, Festival du cinéma québécois de Biscarrosse.